# Burgkirchen an der Alz
Burgkirchen an der Alz este o comună din districtul Altötting, landul Bavaria, Germania.